# Angioma serpiginoso
L'angioma serpiginoso è una rara malformazione vascolare dell'infanzia.

## Epidemiologia
La prevalenza e l'incidenza sono sconosciute. Il quadro può essere presente sin dalla nascita, esordisce nella maggior parte dei casi nella prima infanzia e solo raramente dopo i 20 anni d'età. Circa il 90% dei casi colpisce individui di sesso femminile.

## Eziologia
La maggior parte dei casi è sporadica. Le forme congenite sono legate a mutazioni del gene PORCN e si trasmettono con ereditarietà autosomico dominante o X-linked. Il gene codifica per una acetiltransferasi localizzata nella membrana del reticolo endoplasmatico coinvolta nella via di segnalazione di Wnt.

## Istologia
Si riscontrano iperplasia o ectasia dei piccoli vasi del derma papillare. Non è chiaro se ciò sia dovuto ad una malformazione o se la patologia abbia carattere neoplastico. I vasi ectasici presentano un endotelio normale e si localizzano caratteristicamente nelle papille dermiche, che risultano allargate, e tra le creste epidermiche.

## Clinica
L'angioma serpiginoso esordisce sotto forma di lesioni vascolari puntate, da rosse a violacee, inizialmente isolate e successivamente confluenti in piccoli gruppi o in ampie chiazze, che assumono un aspetto serpiginoso, lineare o anulare. Le lesioni sono asintomatiche, non sanguinano e non presentano infiammazione né a livello macroscopico né microscopico. Si estendono nel giro di mesi o anni sino alla pubertà poi tendono a permanere inalterate sebbene in rari casi sia possibile una parziale risoluzione con esiti atrofici. La sede più frequente sono gli arti inferiori ma può estendersi anche in altre regioni, con l'eccezione delle mani e delle mucose che vengono risparmiate.

## Diagnosi
La diagnosi è clinica e si basa sull'aspetto caratteristico e sulla localizzazione delle lesioni. Alla dermatoscopia si riscontrnao "lagune" vascolari tondeggianti od ovalari ben demarcate. Nei casi dubbi possono essere d'aiuto una biopsia cutanea. La diagnosi differenziale è principalmente con l'angiocheratoma diffuso (malattia di Fabry).

## Terapia
Si tratta di una condizione benigna e asintomatica. Nei pazienti che desiderano effettuare un trattamento per ragioni cosmetiche si può utilizzare il dye laser pulsato.